# Nova Acta Physico-medica
Nova Acta Physico-medica (abreujat Nova Acta Phys.-Med. Acad. Caus. Leop.-Carol. Nat. Cur.) va ser una revista il·lustrada amb descripcions botàniques que va ser editada a Alemanya. Es van publicar els volums de l'1 al 19, en els anys 1757-1839. Va ser precedida per Acta Phys.-Med. Acad. Caes. Leop.-Carol. Nat. Cur. i reemplaçada per Novorum Actorum Academia Caesareae Leopoldinae-Carolinae Germanicae Naturae Curiosorum.